# Ice Station Santa
Ice Station Santa est un jeu vidéo d'aventure développée par Telltale Games en 2007 sur compatible PC. C'est le premier des cinq épisodes de la compilation de jeux vidéo Sam and Max : Saison 2. Il fut d'abord vendu en téléchargement à partir du 8 novembre 2007 sur le portail américain Gametap puis dès le lendemain, le 9 novembre 2007 sur le site du développeur Telltale Games.

## Synopsis
Le Père Noël attaque Sam and Max ! Un robot, envoyé par le Père Noël vient détruire le quartier de Sam and Max. Les deux compères de la Police Freelance se rendent donc au Pôle Nord et découvrent que le Père Noël est possédé par un démon. Seule solution pour le sauver : réunir les quatre figurines des Chevaliers de l'Apocalypse autour d'un pôle magnétique tout en faisant une incantation. Sam and Max se lance à la recherche de ces figurines (vendues séparément) !

## Personnages secondaires rencontrés
- Bosco ne vend plus rien (il a assez gagné d'argent l'année dernière grâce à Sam et Max) mais possède toujours son magasin. Il est toujours aussi parano, même s'il ne se déguise plus : il a fait installer dans son magasin un système pour détruire des bombes, étant terrifié d'ouvrir des cadeaux qui pourraient (ou pas) contenir une bombe.
- Sybil Pandemik qui n'est plus reine du Canada, ne travaille pas dans cet épisode (il faut dire que sa boutique n'est peut-être pas en état). Elle est en rendez-vous avec la tête de la statue d'Abraham Lincoln et participe à un jeu de questions-réponses organise au restaurant Stinky's Dinner
- La tête de la statue géante d'Abraham Lincoln est en rendez-vous avec Sybil mais n'est pas très à l'aise. De plus, le jeu des questions n'est pas trop son fort...
- Le Cafard participe également au jeu. Sa famille semble être une plaie pour lui...
- Stinky est la petite-fille du Stinky qui tenait le restaurant avant... Elle vient de le rouvrir et est une véritable menteuse qui n'aime pas voir gagner les gens à son concours...
- Flint Paper est le détective privé se trouvant de l'autre côté du bureau de Sam&Max. Ses méthodes d'interrogatoire, pour le plus grand plaisir de Max, sont plein de punch...
- Les F.L.I.C.S. tiennent désormais un garage près de Stucky's où ils font du tuning
- Jimmy "Deux-dents" est devenu champion de boxe organisé à l'intérieur d'un robot géant. Mais son titre est vite remis en cause...
- Mary "Deux-dents" est la femme de Jimmy... Elle va le sauver d'une situation bien délicate.
- Timmy "Deux-dents", leur fils, qui souffre du syndrome de Gilles de La Tourette.
- Le Père Noël qui, semble sous l'emprise d'un démon, tire sur toutes les personnes qui bougent devant lui.
- Les Elfes, qui se retrouvent en chômage technique depuis que le Père Noël tire sur tout ce qui bouge.
- Les Esprits de Noël du Passé, du Présent et du Futur qui vont aider Sam et Max à condition que ces derniers sauvent les noëls qu'ils ont gâché dans le passé, le présent et l'avenir.
- La Bande à Bubulle que l'on retrouve au Pôle Nord devant la maison du Père Noël, mais qui ne peuvent pas y rentrer, le Père Noël leur tirant dessus.

## Parodies
- Dans la continuité de la saison 1, on découvre que le Canada a revendu les États-Unis à la société MacroHard Corporation.
- Le restaurant de Stinky était visible dans la saison 1, mais était fermé. Ce lieu s'est rajouté dans la liste de ceux visitables dans la rue de Sam&Max. C'est également le cas du garage se trouvant à côté.
- Les figurines des chevaliers de l'Apocalypse sont bien évidemment directement tirés de la Bible : La Mort, la Famine, la Pestilence et la Guerre. Mais il s'agit ici de jouets, un peu à la manière de GI Joe ou des Action Man. L'Antéchrist, l'un des cavaliers, n'est pas présent dans le jeu : il est remplacé par la Pestilence, considérée à tort par la majorité comme étant le cavalier restant.
- Le jeu Whack Da Ratz de l'épisode 3 La Taupe, la mafia et le nounours se trouve désormais dans le bureau de Sam and Max.
- Flint Paper "apparait" implicitement dans le jeu vidéo Sam and Max Hit the Road où le personnage est entendu, bien qu'il ne soit non vu ni clairement dit qu'il s'agisse de sa voix. Flint est également un personnage des bandes dessinées Sam and Max d'origine.
- Le titre fait référence au film Destination Zebra, station polaire (Ice Station Zebra en VO) sorti en 1968.
- En VF, le titre de l'épisode devient "Le Père Noël est une enflure", référence bien sûr au film "Le Père Noël est une ordure".

## Accueil
- Adventure Gamers : 4,5/5[1]